# 몰분율
어떤 물질에서, 어떤 성분의 몰수와 전체 성분의 총 몰수와의 비를 몰 분율이라고 한다. 단위는 없으며
몰 분율은 치수 없는 수량을 나타내는 혼합물의 구성을 나타내는 하나의 방법으로, 질량 분율과 부피 분율을 나타낸다.
{\displaystyle \sum _{i=1}^{N}n_{i}=n_{t};\sum _{i=1}^{N}x_{i}=1}

## 속성
몰 분율은 위상 도표 작성 시  자주 사용되어 다양한 이점을 누릴 수 있다.
몰 분율은 온도에 의존하지(몰 농도와 다르게) 않으므로, 관련된 단계의 밀도에 대한 지식을 필요로 하지 않는다.
알려진 몰 분율의 혼합은 해당 성분의 적절한 질량을 계량함으로써 조제할 수 있다.
몰 분율 x=0.1과 x=0.9 이듯,'용매'와 '용질' 의 몰분율 합은 항상 1이다.
이상적인 기체의 혼합물에서, 몰 분율은 혼합물의 총 압력에 대한 부분 압력의 비율로 표현할 수 있다.
세가지 혼합물에서, 다른 구성 요소의 몰 분율과  몰 분율의 함수로써 구성품의 몰 분율을 나타낼 수 있다.